# The Conjuring
The Conjuring är en amerikansk skräckthrillerfilm från 2013, med Vera Farmiga och Patrick Wilson i huvudrollerna. Regisserad av James Wan efter ett manus av Chad Hayes och Carey Hayes. Filmen bygger på en verklig historia om ett hemsökt hus som Ed och Lorraine Warren fick undersöka.

## Handling
Familjen Perron flyttar in i ett hus i Rhode Island och oförklarliga saker börjar att hända. Paret Ed (Patrick Wilson) och Lorraine Warren (Vera Farmiga), som utreder paranormala händelser, kallas in för att hjälpa dem.

## Rollista (i urval)
- Vera Farmiga – Lorraine Warren
- Patrick Wilson – Ed Warren
- Lili Taylor – Carolyn Perron
- Ron Livingston – Roger Perron
- Shanley Caswell – Andrea Perron
- Hayley McFarland – Nancy Perron
- Joey King – Christine Perron
- Mackenzie Foy – Cindy Perron
- Kyla Deaver – April Perron
- Shannon Kook – Drew
- John Brotherton – Brad
- Sterling Jerins – Judy Warren
- Marion Guyot – Georgiana Moran
- Steve Coulter – Fader Gordan
- Joseph Bishara – Bathsheba Sherman

## Mottagande
The Conjuring fick positiva recensioner från flera filmkritiker.
Rotten Tomatoes rapporterade att 86 procent, baserat på 183 recensioner, hade gett filmen en positiv recension och satt ett genomsnittsbetyg på 7,2 av 10. På Metacritic nådde filmen genomsnittsbetyget 68 av 100, baserat på 35 recensioner.

### Recensioner i Sverige
Urval av tidningars betyg på filmen:
- Expressen – 3/5[8]
- Göteborgs-Posten – 2/5[9]
- Metro – 3/5[10]
- Svenska Dagbladet – 2/6[11]

## Uppföljare
The Conjuring 2, som hade premiär 2016, utspelar sig i Storbritannien.
En spin-off-film, Annabelle, började filmas 2014 och hade premiär 3 oktober 2014.
The Conjuring: The Devil Made Me Do It. (The Conjuring 3) Som har premiär september 2020.